# Skoky do vody na Letních olympijských hrách 1988
Skoky do vody na Letních olympijských hrách v Soulu.

## Medailisté

### Muži
| Kategorie | Zlato                                        | Stříbro                  | Bronz                     |
| --------- | -------------------------------------------- | ------------------------ | ------------------------- |
| Prkno 3 m | Greg Louganis · Spojené státy americké (USA) | Tan Liangde · Čína (CHN) | Li Deliang · Čína (CHN)   |
| Věž 10 m  | Greg Louganis · Spojené státy americké (USA) | Xiong Ni · Čína (CHN)    | Jesús Mena · Mexiko (MEX) |

### Ženy
| Kategorie | Zlato                     | Stříbro                                             | Bronz                                             |
| --------- | ------------------------- | --------------------------------------------------- | ------------------------------------------------- |
| Prkno 3 m | Gao Minová · Čína (CHN)   | Li Qingová · Čína (CHN)                             | Kelly McCormicková · Spojené státy americké (USA) |
| Věž 10 m  | Xu Yanmeiová · Čína (CHN) | Michelle Mitchellová · Spojené státy americké (USA) | Wendy Williamsová · Spojené státy americké (USA)  |

## Přehled medailí
| Pořadí | Země                         | Zlato | Stříbro | Bronz | Celkově |
| ------ | ---------------------------- | ----- | ------- | ----- | ------- |
| 1.     | Čína (CHN)                   | 2     | 3       | 1     | 6       |
| 2.     | Spojené státy americké (USA) | 2     | 1       | 2     | 5       |
| 3.     | Mexiko (MEX)                 | 0     | 0       | 1     | 1       |